# آلن لایدیارد
آلن لایدیارد (زادهٔ ۱۹۴۹ در لندن) کارگردان نمایش و کارگردان سینماست.

## کار
لایدیارد در سال ۱۳۸۱ نسخهٔ اوّلیّه‌ای از شب هزارویکم بهرام بیضایی را در کپنهاگ به نمایش درآورد.